# Leonardo Murialdo
Leonardo Murialdo (Turín, 26 de octubre de 1828 - Ídem. 30 de marzo de 1900), fue un sacerdote italiano fundador de la 'Pia Sociedad de San José de Turin'

## Biografía
Leonardo Murialdo Rho, nació en Turin, Italia, el 26 de octubre de 1828, su padre se llamaba Franquino Murialdo y su madre Teresa Rho. Era el penúltimo de los 8 hijos de la familia «Murialdo Rho», un hogar acomodado y unido. Cuando era pequeño lo llamaban con el dulce nombre de «Nadino«. A los 5 años, pierde a su papá, y su madre Teresa Rho piensa darle una mejor educación, enviándolo a un colegio de los Padres Escolapios, en Savona.
Durante una experiencia profunda de oración, Murialdo siente en su corazón el deseo de consagrarse al Señor totalmente. Piensa ingresar a un convento de Capuchinos, pero Nadino, antes de las grandes decisiones, siempre consulta a su guía espiritual. Éste, conociendo profundamente el carácter de Leonardo y sus cualidades, le dice que esa no es la voluntad de Dios, y le aconseja entrar más bien en un seminario. Nadino, obediente, entra en seminario como externo.
Estudió en el Colegio de los Padres Escolapios de Savona desde 1836 hasta 1843, y luego ingresó a la Universidad de Turín para estudiar teología, obteniendo su título en 1850.
Al año siguiente, el Arzobispo de Turín, Monseñor Ferré, lo ordenó sacerdote en 1851. Ese mismo año murió su madre a causa de una penosa enfermedad.
En 1857, siendo aún sacerdote diocesano, Murialdo no ingresa a los Salesianos, pero colabora con San Juan Bosco en los oratorios de dicha congregación en Turín.
Fundó la escuela los Artesanitos
Viajó a Francia, donde estudió Teología y Apologética en el Seminario de San Sulpicio de París, durante dos años, y regresó a Italia en 1866, para asumir la dirección del Colegio Los Artesanitos de Turín, fundado por el sacerdote italiano, Padre Juan Cocchi.
Fundó en 1873, la 'Pia Sociedad de San José de Turin', más conocida mundialmente como Josefinos de Murialdo (Congregación de San José), destinada a la educación de los niños y jóvenes.
El Padre Murialdo murió de una pulmonía fulminante en Turín el 30 de marzo de 1900, a la edad de 71 años. Fue beatificado en 1963. 
Luego fue al altar, se convirtió en santo.